# تپه باستانی چیچکلو
تپه باستانی چیچکلو با قدمتی تاریخی - اسلامی به شمارهٔ ثبت ۱۰۸۰۲ در تاریخ ۱۳۸۲/۱۱/۰۲ به ثبت آثار ملی ایران رسید. این تپه در شهرستان اسلامشهر، بخش مرکزی، دهستان ده عباس، دو کیلومتری جنوب روستای چیچکلو قرار دارد.